# Хикстон (Висконсин)
Хикстон (енгл. Hixton) град је у америчкој савезној држави Висконсин.

## Демографија
По попису из 2010. године број становника је 433, што је 13 (-2,9%) становника мање него 2000. године.
| Група             | 2000.       | 2010.       |
| Белци             | 439 (98,4%) | 407 (94,0%) |
| Афроамериканци    | 0 (0,0%)    | 0 (0,0%)    |
| Азијати           | 0 (0,0%)    | 1 (0,2%)    |
| Хиспаноамериканци | 1 (0,2%)    | 6 (1,4%)    |
| Укупно            | 446         | 433         |